# اختلافات بالهه
اختلافات مربوط به بالهه شامل اختلافات میان چین ، کره ، ژاپن و روسیه است، کشورهایی که مطالعاتی در مورد وضعیت تاریخی بالهه انجام داده‌اند. دیدگاه کره‌ای عموماً بالهه را جانشین رسمی گوگوریو و بخشی از دوره ایالت‌های شمالی و جنوبی تاریخ کره میداند، در حالی که محققان چینی عموماً بالهه را ایالتی از قوم موهه ، یک گروه قومی تونگوزی ، و تابع سلسله تانگ میدانند.  در تاریخ‌نگاری روسیه،پادشاهی بالهه به عنوان نخستین تشکیلات مستقل و بسیار سازمان‌یافته‌ی دولتی از مردمان تونگوز-منچوری شناخته میشود. 

## پیش زمینه
پادشاهی بالهه از اوایل قرن بیستم در شرق آسیا مورد مطالعه و بحث قرار گرفته است. از دهه ۱۹۶۰ میلادی، موضوع اساسی و اصلی تحقیقات این بوده که آیا پادشاهی بالهه به تاریخ کره تعلق دارد یا خیر.استدلال‌هایی مبنی بر هویت و ویژگی‌های اساسی بالهه توسط کشورهای معاصر برای تأیید یا زیر سوال بردن ادعاهای ارضی دولت‌های کنونی مطرح شده است. 
اختلافات بر سر هویت گوگوریو و بالهه معمولاً با ادعاهای موجود در گفتمان روابط بین المللی در مورد مشروعیت مرز کنونی چین و کره ارتباط دارد. 
مواضع کلی بازیگران دولتی درگیر در مناقشه بالهه
کره‌ای‌ها:
- بالهه یک پادشاهی «کره‌ای» بود که توسط ته جویونگ پسر ژنرال ته جونگ سانگ تأسیس شد و بالهه و شیلای متحد «سلسله‌های شمالی و جنوبی» را تشکیل می‌دادند. [۳]

چین:
- بالهه یک حکومت محلی بود که توسط "ملیت موهه" تأسیس شد و تابع سلسله تانگ بود. [۳]

اتحاد جماهیر شوروی/روسیه:
- بالهه توسط اتحادیه‌ای از موهه که اجداد گروه‌های قبیله‌ای در قلمرو روسیه هستند، ایجاد شد. [۳]

امپراتوری ژاپن:
- بالهه توسط یک رهبر قبیله سومو موهه که هیچ ارتباطی با گوگوریو یا کره نداشت، تأسیس شد و از سلسله تانگ مستقل بود. [۴]

## بالهه به زبان کره‌ای

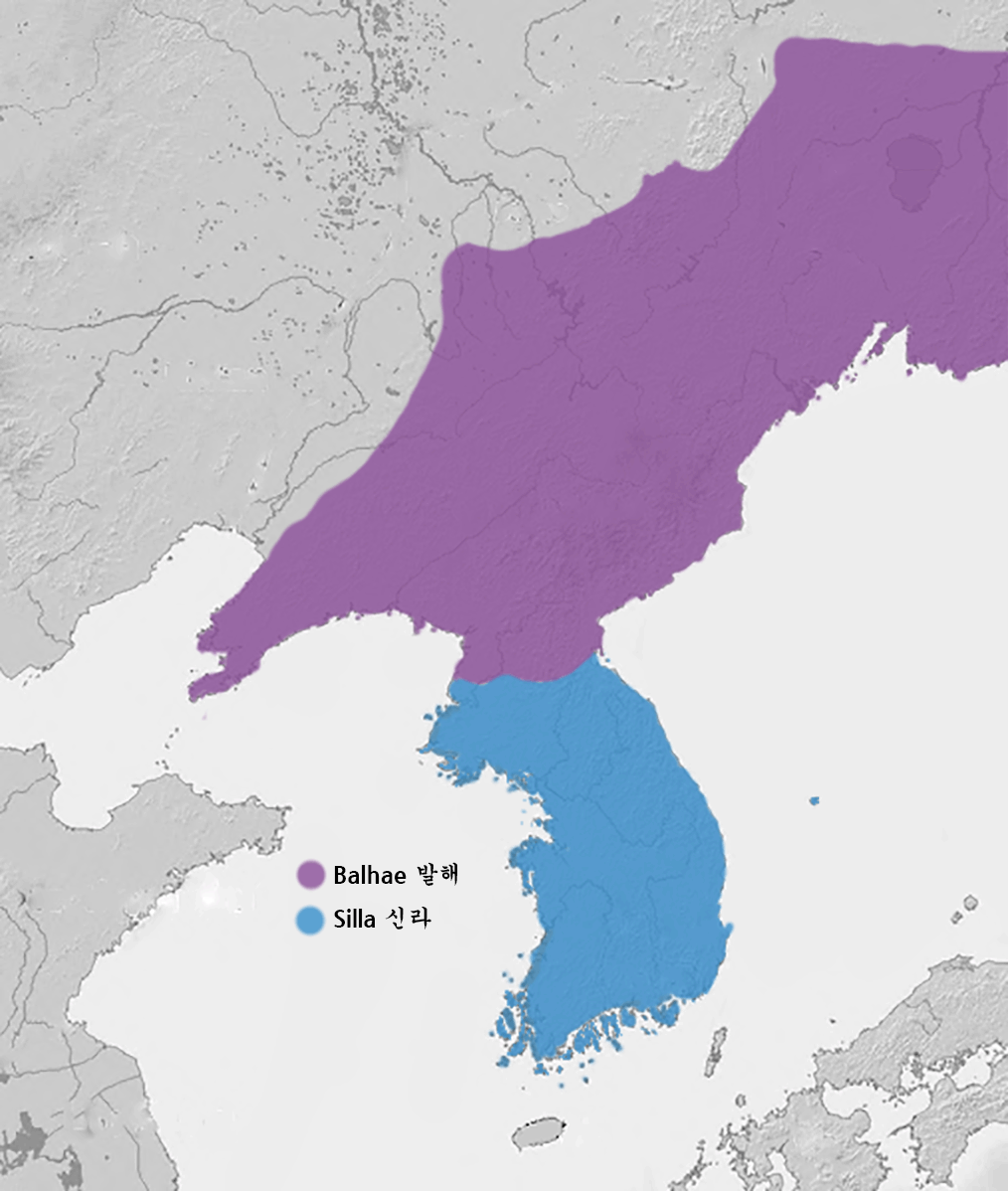
دوره دولت های شمالی و جنوبی در سال ۸۳۰ میلادی

### مبدا
پادشاهی گوریو تاریخ رسمی برای بالهه ننگاشت، و بعضی از محققان امروزی بر این باورند که چنانچه آنها اینکار را انجام میدادند، کره‌ای‌ها می‌توانستند ادعای بهتر و قویتری نسبت به تاریخ و قلمرو بالهه داشته باشند.  این امر تا حدودی به این دلیل بود که نویسنده اولین سند تاریخی کره یعنی، سامگوک ساگی ، کیم بو-سیک (۱۰۷۵–۱۱۵۱) بود که از نوادگان مستقیم فرمانروای شیلا بود. شیلا به داشتن رویکردی ستیزجویانه نسبت به بالهه شهرت داشت، که ممکن است حذف بالهه از اولین مجموعه کامل تاریخ کره را توضیح دهد.  گرچه گوریو تاریخ رسمی برای بالهه آماده نکرد، اما بخش زیادی از خانواده سلطنتی و اشراف، از جمله ولیعهد آن، دائه گوانگ هیون، به گوریو گریختند.  متنی که با نام جوداگی شناخته میشود و نقل شده توسط یک پناهنده بالهه است، حاوی سوابقی از تاریخ بالهه بود،با این حال در طول پاکسازی‌های ادبی سجو از چوسون در قرن پانزدهم میلادی ناپدید شد و تنها قسمت هایی از آن باقی مانده است.  بخش‌هایی از نگاشت های آن در کتاب «تائبک ایلسا» ، قسمتی از «هواندان گوگی» که توسط گیه یون-سو در سال ۱۹۱۱ جمع آوری شده، ثبت شده است  با این حال، اکثر محققان کره جنوبی، کره شمالی و ژاپن بر این باورند که هواندان گوگی تقلبی است و محتوای آن غیرقابل اعتماد است. 
عنوان بالهه،نخستین بار در تاریخ کره در جوانگ اونگی ، کتابی تاریخی که به سبک شعر قافیه‌دار توسط محقق گوریو و مقام سلطنتی لی سونگ هیو در سال ۱۲۸۷، در اواخر سلسله گوریو، نگاشته شده، آمده است.   
به نقل از لی سویونگ، استاد دانشگاه میونگ کیونگ، انگیزه لی برای نگاشتن کتاب جوآنگونگی هم آشفتگی سیاسی داخلی گوریو و هم دخیل بودن سلسله یوان در سیاست های دودمان گوریو در زمان گوریو تحت حکومت مغول‌ها بود.  کتاب جِوان گونگی از آن جهت اساسی تلقی می‌شود که نخستین کتاب تاریخی هست که تاریخ بالهه را به عنوان تاریخ کره تایید و نگاشته و توسط محققان کره شمالی و جنوبی مورد استناد قرار گرفته است.  
بعضی از محققان، مانند باک جیوون (۱۷۳۷–۱۸۰۵)، این واقعیت را که قلمرو سلسله هان تا جنوب رودخانه یالو امتداد یافته بود، انکار میکردند و از کیم بو-سیک (۱۰۷۵–۱۱۵۱)، نویسنده سامگوک ساگی ، به دلیل حذف بالهایی (به زبان چینی بوهای ) در منچوری از تاریخ کره انتقاد و استدلال کردند که مردم بالهه "نوادگان و جانشین رسمی" گوگوریو بودند. یی گیو-گیونگ (متولد ۱۷۸۸) استدلال کرد که حذف بالهه از تاریخ کره "یک خطای آشکار و یک تحریف بزرگ" بوده است زیرا "منطقه وسیعی را در اختیار داشته است".  در اواخر چوسان، تعداد بسیار زیادی از مورخان کره‌ای، بالهه را در تاریخ کره قرار دادند، علی رغم اینکه اذعان داشتند بنیان گذاران این دولت مردم موهه بوده‌اند و "ما" محسوب نمی‌شوند.  در قرن هجدهم، اختلاف نظر وجود داشت. سونگهو یی ایک (۱۶۸۱–۱۷۶۳) و آن جونگ‌بوک از در نظر گرفتن بالهه به عنوان قسمتی از تاریخ کره خودداری کردند، در حالی که سین گیونگ‌جون و یو دوک گونگ (۱۷۴۹–۱۸۰۷) آن را به طور کامل در تاریخ کره قرار دادند. در کتاب بالهه گوی یو، که تحقیقی درباره پادشاهی بالهه است، او استدلال کرد که بالهه می بایست به عنوان قسمتی از تاریخ کره قرار داده شود و انجام این کار ادعاهای قلمرویی بر منچوری را توجیه می‌کند.   در قرن بعدی، هان چی‌یون و هان جین‌سو، تاریخ بالهه را در تاریخ کره هم‌ردیف سلسله‌های کره‌ای بی‌چون‌وچرا مانند شیلا قرار دادند و تایید شد که بالهه جانشین رسمی گوگوریوی سابق بوده است. 
سین چه‌هو یک مورخ کره ای (۱۸۸۰-۱۹۳۶) از سامگوک ساگی به دلیل پاکسازی بالهه و بویو (به چینی: فویو ، پادشاهی دیگری در منچوری)تاریخ کره را مورد انتقاد قرار داد.  او در اوایل قرن بیستم در نگاشته ای درباره جیاندائو ، از این موضوع ابراز تاسف کرد که مردم کره قرن‌ها در «قلب و چشمان خود تنها سرزمین جنوب رودخانه یالو را خانه خود می‌دانستند.» او شکست بالهه از سلسله لیائو (۹۱۶-۱۱۲۵) به رهبری خیتان را به عنوان عاملی که باعث «از دست رفتن 50 درصد از قلمرو های باستانی جدش یعنی، دانگون ، برای بیش از نهصد سال» شد، بیان کرد. او همچنین از کیم بو-سیک به دلیل پاکسازی بالهه از تاریخچه اش و ادعای اینکه شیلا به اتحاد کره دست یافته است، انتقاد کرد.  سین با الهام از ایده‌های داروینیسم اجتماعی نوشت:
ارتباط بین کره و منچوری چقدر صمیمی است؟ هنگامی که نژاد کره ای منچوری را به دست آورد، نژاد کره ای قوی و پر رونق است. هنگامی که نژاد دیگری به منچوری می رسد، نژاد کره ای پایین تر است و عقب نشینی می کند. علاوه بر این، وقتی در اختیار یک نژاد دیگر است، اگر آن نژاد، نژاد شمالی باشد، کره وارد حوزه قدرت آن نژاد شمالی می شود. اگر یک نژاد شرقی منچوری را بدست آورد، آنگاه کره وارد حوزه قدرت آن نژاد می شود. افسوس! این یک قانون آهنین است که چهار هزار سال است تغییر نکرده است.

### دانشمندان مدرن
محققان کره شمالی و اخیراً، بعضی در کره جنوبی تلاش کردند با به چالش کشیدن دیدگاه های شیلای متحد (668-935) به عنوان یکپارچگی کره با به کاربردن اصطلاح "نابودی سه پادشاهی"به جای اتحاد سه پادشاهی، تاریخ پادشاهی بالهه را به عنوان بخش جدایی‌ناپذیر تاریخ کره بگنجانند. طبق این روایت، گوریو اولین اتحاد کره بود، زیرا بالهه هنوز وجود داشت در حالی که قلمرو سابق گوگوریو در شمال شبه جزیره کره را اشغال کرده بود.  در دهه 1960، پاک سه-یونگ، محقق کره شمالی، استدلال‌هایی را مطرح نمود که ادعا می‌کرد بالهه «بخشی از تاریخ کره» است.  محور اصلی این استدلال، جایگاه بالهه به عنوان «ایالتی که توسط مردم گوگوریو بنیان نهاد گشته» و قلمرو آن از بیشتر «قلمرو سابق کوگوریو و بخش گسترده و تازه تصرف شده»به وجود آمده بود.  او ادعاهای فراتری در مورد پیوند پادشاهی بالهه با کره مدرن مطرح کرد و گفت که «نسب و فرهنگ، مؤلفه مهمی از نسب و سنت‌های فرهنگی نژاد کره‌ای هستند.» 
در کره جنوبی، چو یونگ‌هون بر اساس یافته‌ کاوش‌های باستان‌شناسی یکپارچه چین و کره شمالی در دهه ۱۹۶۰، از هویت کره ای برای پادشاهی بالهه پشتیبانی کرد. این سعی ها به قراردادن بالهه در تاریخ کره به عنوان بخشی از «دودمان های جنوبی و شمالی» منجر شد، بر اساس مواردی که دربار شیلا از بالهه به عنوان «دربار شمالی» یاد میکرد.  پذیرش این روایت جدید در لحظه نبود. در سال 1981، یک محقق کره جنوبی، سلسله‌های شمالی-جنوبی را «بیان جدید و جالبی» نامید  و تا اواخر سال 1990، هنوز هیچ اجماعی در این مورد وجود نداشت. با این حال،امروزه الگوی سلسله‌های شمالی-جنوبی به طور فزاینده در دانشگاه‌های کره جنوبی پذیرفته شده است. به نقل از کیم اون گوگ، اتخاذ این جبهه برای مقابله با ادعاهای دروغین چین بر گوگوریو و بالهه به عنوان بخشی از تاریخ چین و همچنین ارائه نمونه ای برای یکپارچگی دو کره(جنوب و شمالی) لازم بود.او همچنین آشکارا اعلام نمود که «ما وظیفه ملی داریم که پاسخی به پروژه شمال شرقی چین و ادعاهای دروغین آن مبنی بر تعلق گوگوریو و بالهه به تاریخ چین بدهیم.» 
بعضی از پژوهشگران ژاپنی از اواسط دهه ۱۹۳۰ تا اوایل دوره پس از نبرد نیز از قرار دادن بالهه در تاریخ کره پشتیبانی کردند. این جبهه معمولا توسط میکامی تسوجیو به طور گسترده مطرح شد و پس از قطع روابط دیپلماتیک ژاپن با جمهوری خلق چین در سال ۱۹۴۹، بسیار پرطرفدار شد. در دهه ۱۹۸۰، محققان ژاپنی شواهد باستان‌شناسی تازه از چین را به امید روشن شدن هویت قومی بالهه بازنگری کردند. با این حال، از آن موقع، بیشتر محققان ژاپنی از جستجوی یک الگوی قومی یکسان برای بالهه صرف نظر کرده،در مقابل بر سازوکارهای دولت محلی و ارتباطشان با اقتدار مرکزی متمرکز شده اند. به گفته پارک جین سوک، ژاپن دیگر هیچ منافع ارضی در بالهه ندارد و محققان آن موضع بی‌طرفانه‌تری ارائه می‌دهند. 

## بالهه به عنوان چینی

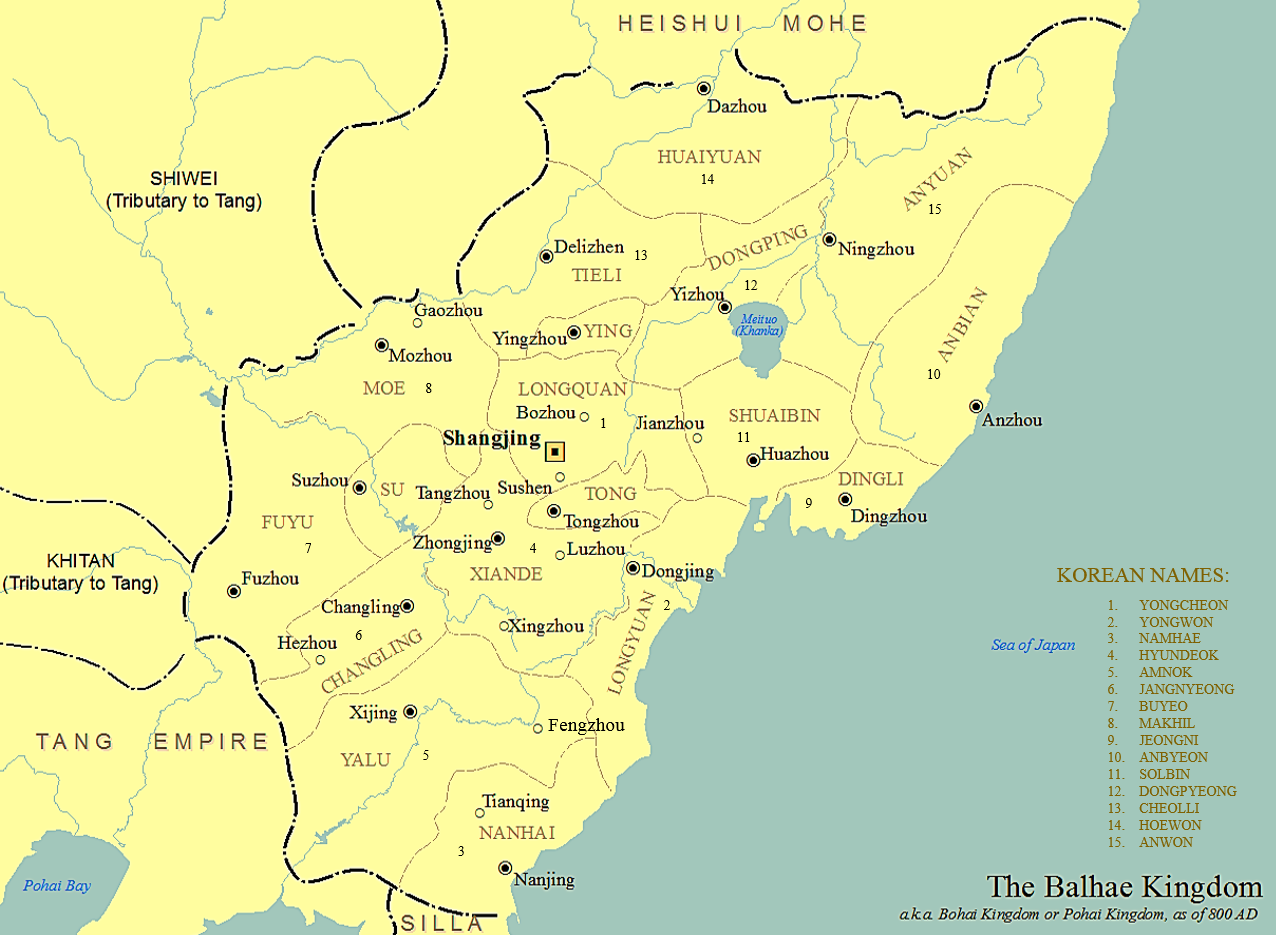
تقسیمات اداری بالهه با نام‌های چینی و کره‌ای

### جورچن‌ها و مانچوس‌ها
از دیدگاه تاریخی، جورچن‌ها (بعدا: منچوها ) براین باور بودند که با موهه‌ها ریشه یکسان دارند. بر اساس کتاب «تاریخ جین» ، تاریخ سلسله جین به رهبری جورچن (۱۱۱۵-۱۲۳۴)، امپراتور تایزو، بنیانگذار سلسله جین، زمانی سفیرانی را پیش مردم بالهه ساکن در سلسله لیائو (۹۱۶-۱۱۲۵) فرستاد تا آنها را به شورش علیه لیائو متقاعد کند.او مدعی شد که «جورچن‌ها و بوهای در اصل از یک خانواده بودند» و اینکه آنها «در حقیقت یک خانواده بودند، زیرا در اصل از هفت قبیله ووجی تشکیل شده بودند.»  

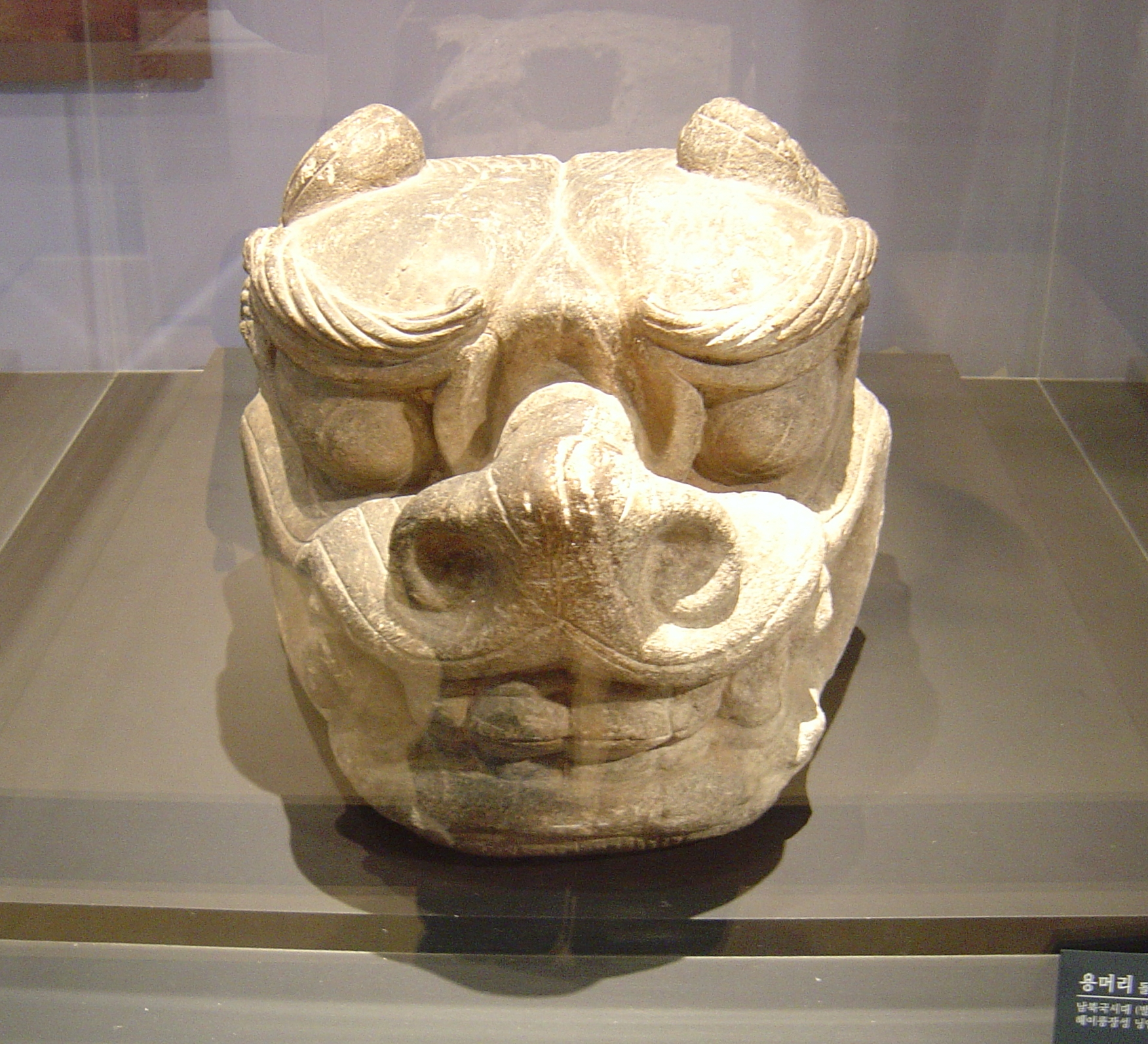
یک مصنوع سر اژدها از بوهای در موزه ملی کره.

مواد باستان‌شناسی از محدوده آنانفسکو، شواهد مادی از ارتباط اجدادی بین جورچن‌ها و مردم بالهه را نشان می‌دهد. تعدادی محقق کره جنوبی معتقدند که پس از سقوط بالهه در سال ۹۲۶، جمعیت بالهه به دو گروه تفکیک شد. خانواده‌های پرقدرت بالهه به قسمت داخلی دودمان لیائو فرستاده شدند و به عنوان مردم بالهه شناخته می‌شدند، در حالی که کسانی که تحت مدیریت غیرمستقیم باقی ماندند، جورچن نامیده می‌شدند. هان سیو-چئول میگوید که جورچن ها را می توان قسمتی از تاریخ کره دانست. محققان روس و شوروی معتقدند که روابط ارثی بین مالگال و جورچن وجود داشته و جمعیت بالهه قطعاً از نظر فرهنگی در قوم‌زایی جورچن‌ها موثر بودند. با این حال، بعضی اختلافات همچنان وجود داشت. جمعیت پناهندگان بالهه در گوریو به خوبی قبول شدند، در حالی که آنها ارتباط ستیزه‌جویانه با جورچن‌ها داشتند. گوریو یک بار سفیر و رهبران یک جمعیت نمایندگی جورچن را در جریان مذاکرات صلح قتل عام کرد. آنها شکایتی رسمی علیه جورچن‌ها به سلسله سونگ ارسال کردند و آنها را دروغگوهای طماع و با القاب توهین‌آمیز دیگر خطاب کردند. جورچن‌ها مردم گوریو را دشمن توصیف می‌کردند و معمولا با آنها وارد درگیری نظامی می‌شدند.  مردم جورچن و بالهه همچنین از نظر سطح پیشرفت تکنولوژیکی و اجتماعی با هم فرق داشتند. بن مایگان چینی، جورچن‌ها را فاقد قانون، فرماندار، پادشاه یا مقام و منزلت بیان می‌کنند. پیش از سلطنت وانیان ووگونای (1021-1074)، در اوایل قرن یازدهم، جورچن‌ها قادر نبودند زره آهنی تولید کنند و مجبور به خرید آن از قبایل دیگر بودند.
در سال ۱۷۷۸، امپراتور چیان‌لونگ از سلسله چینگ، کتاب‌های تاریخی مختلفی را بازنگری کرد و دستور داد تا تاریخ کامل جدیدی از منچوها با عنوان «پژوهش‌هایی درباره ریشه‌های منچو» (منچو) نگاشته شود.
به نقل از یوها جانهونن، زبان‌شناس فنلاندی، که این احتمال وجود دارد که زبان گوگوریو یک زبان آموریایی با زبان نیوخ امروزی مرتبط است.  

### جمهوری خلق چین
تحقیقات چینی به عنوان «تمرکز صرفا بر بالهه و تانگ» بیان شده است که منجر به این نتیجه شده است که بالهه صرفا یک قلمرو محلی بوده که از هر منظر به تانگ وابسته است.  چنین ارزیابی دیگر صحیح نیست و منسوخ است زیرا محققان چینی اکنون توجه بیشتری به رابطه بالهه با سایر حکومت‌ها دارند. یک مقدمه چینی اخیر در مورد این موضوع، مبادلات دیپلماتیک بوهای با سلسله تانگ را به عنوان «رابطه بین فرهنگ‌ها» طبقه‌بندی کرد، در حالی که سایر کارهای دیپلماتیک «ارتباط های خارجی» بودند.  به گفته لی ییجی، بالهه یک «حکومت نژادی محلی» بود که توسط تانگ اداره می‌شد.  کانکو شوئیچی یادآوری میکند که تانگ با بالهه و شیلا رفتار یکسانی داشت و هردوی آنها را زیردست و برده میدانست. رسماً، آنها «استان‌هایی تحت حکومت سست» ( جیمیژو ) بودند. در سال ۷۱۳، دربار تانگ به ته جویونگ مقام فرمانده کل قوا ( دودو ) استان هوهان، نام پایتخت بالهه از سوی تانگ، را اهدا کرد.   در عمل، برای سلسله‌های چینی سخت است که تحت «مدل خراج» مدعی استقلال هر دودمانی باشند. این مشکل توسط پادشاه هایی مانند شیلا، گوریو و چوسان نشان داده شده که همگی استقلال سیاسی کمتری نسبت به بالهه داشتند و اما ادعای چینی بودن نداشتند.  شواهد کتیبه‌ای حاکی از آن است که فرمانروایان بالهه خود را امپراتور و ملکه می‌دانستند. در ارتباطات بین بالهه و دربار ژاپن، حاکم بالهه خود را «نوه آسمان» خطاب می‌کرد و روابط بین خود و حاکم ژاپن را به صورت عمو با برادرزاده به تصویر می‌کشید. ساکایوری ماساشی بر این باور است که این به معنای ابراز برتری او در یک "جهان‌بینی چین‌محور" با محوریت بالهه و ادعای حاکمیت بر شیلا و قبایل موهه بود. 
دیدگاه مخالف قبلی از سمت نخست وزیر چین ، ژو انلای ، مطرح شد که در سال ۱۹۶۳ میلادی گفت مردم کره از دوران باستان در منطقه شمال شرقی چین زندگی  و آثار باستانی کشف شده اثبات میکند که بالهه شاخه‌ای از کره باستان می باشد. ادعاهای نخست وزیر سابق چین از طریق سندی با عنوان «گفتگوی نخست وزیر ژو انلای در مورد روابط کره و چین» انتشار یافته است. 

### اماکن تاریخی
چین متهم شده که دسترسی باستان‌شناسان کره‌ای به اماکن تاریخی واقع در لیائونینگ و جیلین را محدود کرده است. از سال ۱۹۹۴، تعداد زیادی از گردشگران کره جنوبی شروع به بازدید از مکان‌های باستان‌شناسی گوگوریو در چین کردند و در نمایش‌های ملی‌گرایانه شرکت داشتند. چین این فعالیت‌ها را تهدید قلمداد کرد و به همین دلیل دسترسی خارجی به این سایت‌ها را محدود نمود. این نظر با وقوع سلسله‌ای از سرقت‌ها از مقبره‌ها و خرابکاری در چند مکان باستانی میان سال‌های ۱۹۹۵ تا ۲۰۰۰ تقویت شد. سونگ کی-هو، باستان‌شناس کره‌ای و استاد دانشگاه ملی سئول، که به خاطر مقالات انتقادی‌اش از تفسیر تاریخ بالهه توسط دولت چین شناخته شده است، در دهه‌های ۱۹۹۰، ۲۰۰۰، ۲۰۰۳ و ۲۰۰۴ چندین بار به چین سفر کرد و به بررسی مکان‌های تاریخی و موزه‌ها پرداخت. با این حال، او با محدودیت‌هایی در زمینه یادداشت‌برداری و عکاسی مواجه شد و حتی از برخی مکان‌ها توسط کارکنان موزه اخراج گردید.

## بالهایی به عنوان منچوری
جایگاه بالهه در تاریخ منچوری توسط محققان ژاپنی و با فزونی محاسن نظامی و سیاسی آنها پس از جنگ اول چین و ژاپن در سال ۱۸۹۵ میلادی، گسترش یافت. چارچوب منچوری بر تمایز فرهنگ بالهه در مقایسه با فرهنگ چینی تانگ، گوگوریو و شیلا تمرکز داشت.کومای کازوچیکا، باستان‌شناس ژاپنی، کاوش در پایتخت عالی بالهه را در سال‌های ۱۹۳۳-۱۹۳۴ رهبری کرد. در پیشنویس «تاریخ فرهنگی منچوری»، اولین فرمانروای بالهه به عنوان «حاکمی از سومو موهه»  بدون هیچگونه ربطی به کره یا گوگوریو و کاملا جدا از دودمان تانگ گفته شده است. 

## موضع روسیه

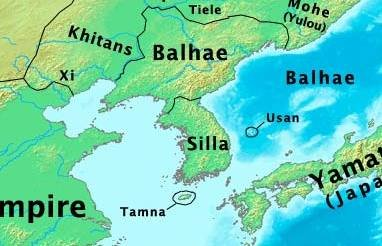
بوهای در زمان حداکثر گسترش در قرن نهم (طبق تحقیقات باستان شناسی روسیه).

در خاک روسیه، در طی ۱۳۰ سال،  ۱۸ جیز کوچک (مزرعه مجزا، یک برج دیده‌بانی، یک آهنگری بیرون از روستا و...)، ۱۹ روستا و ۷ شهر این مکان جامه بازنگری و مطالعه پوشیدند.    همچنین، در علوم دانشگاهی روسیه اطلاعات دیگری در مورد محدوده این مکان نسبت به چین و کره وجود دارد. 
به گفته دانشیار کیم الکساندر از دانشگاه ایالتی ولادی وستوک  مطالعات بوهای در دوران جدایی چین و شوروی از جنجال‌های سیاسی بی‌نصیب نماند. محققان شوروی به طور گسترده به جنگ میان امپراتوری تانگ و ایالت بوهای پرداخته‌اند و بر پیروزی‌های نیروهای بوهای و تأکید بر استقلال این ایالت تمرکز کرده‌اند. با این حال، تلاش کرده‌اند نتایج این جنگ را کم‌اهمیت جلوه دهند؛ جنگی که در نهایت موجب شد ایالت بوهای بار دیگر موقعیت فرودست خود را نسبت به امپراتوری تانگ در نظام خراج‌گذاری تأیید کند. 
باستان‌شناسان روس در این منطقه یک دراخمای عباسی متعلق به آسیای مرکزی کشف کردند که می‌تواند نشان‌دهنده اقتصادی باشد که ارز خارجی در آن رایج بوده است. آنان همچنین بر این نکته تأکید داشتند که نبود یک سکه مستقل توسعه‌یافته، نمی‌تواند به‌تنهایی دلیلی برای رد وجود دولت بوهای به عنوان یک حکومت مستقل محسوب شود. 
الکساندر ایولیف اشاره می‌کند که در منابع چینی، مانند کتاب جدید تانگ، از دانش‌آموزان بوهای یاد شده که در آزمون بینگ ونگ (賓貢科) شرکت می‌کردند. این موضوع نشان می‌دهد که از نظر مقامات تانگ، این دانش‌آموزان به‌عنوان رعایای ایالت‌های خارجی تلقی می‌شدند و نه به‌عنوان رعایای قلمرو تانگ.
بر اساس اسناد باستان‌شناسی معتبر امپراتوری تانگ، مشخص شده است که مردم تلی در سال ۷۹۵ جزو بوهای نبودند. آنها به‌طور مستقیم به امپراتوری تانگ خراج می‌پرداختند و در مقابل، نشانه‌ای از طرف امپراتوری دریافت می‌کردند که حکایت از تسلط آن حاکم بر ایشان داشت.  همچنین دو برچسب مشابه برای هیشوی موهه وجود دارد.

## موضوعات مورد اختلاف

### قومیت
قومیت جمعیت بالهه یکی از بحث‌برانگیزترین موضوعات در زمینه هویت تاریخی آن به شمار می‌آید. غالب محققان بر این باورند که جامعه بالهه به دو گروه قومی تقسیم شده بود: نوادگان قبایل گوگوریو و قبیله‌های موهه. با این حال، دیدگاه‌های متفاوتی درباره نوع رابطه میان این دو گروه مطرح است.
کتاب‌های درسی و تاریخی کره‌ای می‌آموزند که «طبقه حاکم بالهه افرادی با ریشه کوگوریو بودند و مردمی که بر آنها حکومت می‌کردند، مالگال بودند، مردمی که ریشه‌های قومی آنها با گوگوریو متفاوت بود.» این چارچوب کره‌ای، بالهه را به عنوان کشوری مستقل و حکومتی توصیف می‌کند که توسط مردم گوگوریو، گروهی قومی هم‌تراز با کره‌ای‌های امروزی، تأسیس شده و تحت سلطه آنان قرار داشته است. هویت قومی حاکمان، نمایانگر هویت برجسته بالهه است و جایگاه تاریخی آن را در کره تثبیت می‌کند. چون هوچون، بالهه و دولت شبه‌جزیره‌ای سیلا را متعلق به یک «نژاد مشترک» می‌شمارد. سونگ کی-هو و نو تئدون استدلال می‌کنند که موهه مردمی تونگوسی بودند که در گوگوریو و بالهه جذب شده بودند و بدین ترتیب موهه بخشی از تاریخ کره شد.  برخی از محققان کره‌ای، از جمله هان سیو-چئول، بر این باورند که میان جمعیت گوگوریو و موهه تفاوتی وجود نداشته و هر دو از یک قومیت بوده‌اند. آن‌ها اشاره می‌کنند که واژه موهه به عنوان اصطلاحی توهین‌آمیز برای طبقه فرودست جامعه به کار می‌رفته است. در همین زمینه، جانگ گوک جونگ نیز ادعا می‌کند که قبایل موهه بالهه در واقع موهه نبودند، بلکه بخشی از جمعیت محلی گوگوریو بودند.  
در چین، قوم موهه معمولاً به‌عنوان «قومیت اصلی» شناخته می‌شود، درحالی‌که نوادگان گوگوریو در جایگاه اقلیت دوم قرار می‌گیرند. بر اساس کتاب جدید تانگ، پژوهشگران چینی بر این باورند که بنیان‌گذاران بالهه از قبیله سومو موهه بودند که در حوالی رودخانه سونگهوا سکونت داشتند.
در سال ۱۹۱۵، تسودا سوکیچی اشاره کرد که متون منابع تانگ، قبیله بایشان موهه را هم‌پیمان نزدیک گوگوریو معرفی می‌کنند، در حالی که سوموها در تضاد با گوگوریو قرار داشتند. لی جیانکای بر این اساس مطرح می‌کند که بنیان‌گذار بالهه، دائه جویونگ یا دا زورونگ، احتمالاً از قبیله بایشان بوده است. این دیدگاه توسط برخی محققان چینی پذیرفته شده، اما همچنان به‌عنوان نظریه‌ای حاشیه‌ای باقی مانده است. یکی دیگر از نظریه‌های حاشیه‌ای که سان جینجی مطرح کرده بر این باور است که بالهه تنها متعلق به قوم موهه نبوده، بلکه از ادغام گروه‌های گوناگون به‌وجود آمده و قومیتی تازه را تشکیل داده است. این دیدگاه به‌طور مستقیم توسط یون جه-وون نقد شده است. او با اشاره به فعالیت‌های مستقل گروه‌های موهه و جورچن پس از سقوط بالهه، استدلال می‌کند که این گروه‌ها در بالهه جذب نشده‌اند. با این حال، جسی دی. اسلون تصریح می‌کند که این دیدگاه الزاماً به معنای شکل نگرفتن یک قومیت جدید نیست، حتی اگر همه گروه‌ها در آن ادغام نشده باشند. 
محققان روسی بر این باورند که ترکیب قومی بالهه را نمی‌توان با دقت زیادی تعیین کرد، زیرا شواهدی برای تأیید ادعاهای چینی‌ها یا کره‌ای‌ها وجود ندارد. برخی از این محققان معتقدند که بالهه بخشی از تاریخ منچوری است، در حالی که دیگران بر این نظرند که بالهه نه یک ایالت کره‌ای بوده و نه یک استان چینی و هیچ ارتباط مستقیمی با چین یا کره مدرن ندارد.  ای. وی. شاکونوف معتقد است که جمعیت بالهه همچنین شامل عناصری از آسیای میانه مانند سغدی‌ها و تخاری‌ها بوده است. پس از سقوط خاقانات اویغور در سال 840، بسیاری از اویغورها به منطقه بالهه پناه بردند. با این حال، آن‌ها در تطبیق با شرایط جامعه بالهه موفق نبودند و این امر به بروز ناآرامی‌های اجتماعی منجر شد.

#### تغییر جمعیت
گذشته از آرمان‌های سرزمینی ملی‌گرایان کره‌ای و حاکمان چوسان در دوران میانی و پایانی سلسله چوسون، ادعای کره‌ای‌ها نسبت به بالهه بر پایه مفاهیم قومیتی و ایده‌های جانشینی دولت در شرق آسیا شکل گرفته بود. پس از سقوط بالهه به دست سلسله لیائو، بخش بزرگی از خانواده سلطنتی و اشراف این دولت، از جمله دائه گوانگ هیون، آخرین ولیعهد، به قلمرو گوریو پناه بردند.  به آنها زمین اعطا شد و به ولیعهد نام خانوادگی وانگ ( کره‌ای: 왕; هانجا: 王 داده شد. ) نام خانوادگی سلطنتی سلسله گوریو بود و توسط وانگ گان ، که به عنوان تجو از گوریو تاجگذاری کرده بود، در خاندان سلطنتی گنجانده شدند. کره‌ای‌ها معتقدند گوریو بدین ترتیب دو ملت جانشین گوگوریو را متحد کرد.  برخی دیگر از اعضای خاندان سلطنتی بالهایی نام خانوادگی ته ( کره‌ای: 태; هانجا: 太 را برای خود برگزیدند. ).  بر اساس گوریوسا جولیو ، پناهندگان بالهایی که ولیعهد را همراهی می‌کردند، ده‌ها هزار خانوار بودند.  به عنوان نوادگان گوگوریو، مردم بالهه و سلسله‌های گوریو با هم خویشاوند بودند.  تجو از گوریو رابطه خانوادگی نزدیکی با بالهه احساس می‌کرد و به همین دلیل از آن به‌عنوان «وطن خویشاوندی» و «سرزمین متاهل» خود یاد می‌کرد.و از پناهندگان بالهه محافظت می‌کرد. این کاملاً برخلاف رفتار اخیر شیلای متحد بود که برخوردی خصمانه با بالهه نشان می‌داد. 
کراسلی بر این باور است که بر اساس اسناد گوریو، پناهندگان بالهه تنها در گروه‌هایی به تعداد چند صد تا چند هزار نفر وارد شدند. او معتقد است که جمعیت کل نمی‌توانسته بیش از ۱۰۰ هزار نفر باشد، در حالی که میلیون‌ها نفر در مناطق تحت کنترل لیائو باقی مانده بودند. وی همچنین اشاره می‌کند که هنوز مشخص نیست آیا این افراد در همان‌جا ماندگار شدند، به بالهه بازگشتند یا به مکان دیگری مانند چین یا ژاپن مهاجرت کردند. بر اساس گفته کیم، در بازه زمانی قرن‌های دهم تا یازدهم، حدود 30 هزار خانواده بالهایی (بیش از 100 هزار نفر) به گوریو مهاجرت کردند. همچنین 94 هزار خانواده محلی (جمعیتی بالغ بر 470 هزار نفر) توسط لیائو تبعید شدند. این در حالی است که تنها 20 هزار خانواده بالهایی در سرزمین‌های پیشین بالهایی باقی ماندند، رقمی که به طرز قابل توجهی کمتر از تعداد خانواده‌هایی است که به گوریو مهاجرت کرده بودند.مورخان کره‌ای عموماً تخمین می‌زنند که تقریباً ۱۰۰۰۰۰ تا ۲۰۰۰۰۰ نفر از بالهه به گوریو گریختند. پروفسور پارک جونگ گی، مورخ، تخمین زده است که ۱۲۰۶۰۰ نفر از بالهه به گوریو گریختند و به خودی خود تقریباً ۶.۳٪ از تقریباً ۲ میلیون نفر جمعیت اولیه گوریو را تشکیل می‌دادند. 
محققان کره‌ای بیان کرده‌اند که مهاجرت گسترده، که بخشی از آن شامل پناهندگان بالهایی می‌شد، حداقل تا اوایل قرن دوازدهم و در دوران سلطنت پادشاه یه‌جونگ ادامه داشته است.  : 32–33  به دلیل این هجوم گسترده و مداوم پناهندگان بالهه، گمان می‌رود که جمعیت گوگوریو در مقایسه با همتایان خود در شیلا و بکجه که از زمان ظهور سه پادشاهی بعدی، جنگ‌های ویرانگر و نزاع‌های سیاسی را تجربه کرده‌اند      شده باشد. پس از آن، بکجه اندکی قبل از سقوط شیلا جدید در سال ۹۳۶، عملکردی کمی بهتر از آن داشت. در همین زمان، از میان سه پایتخت گوریو، دو پایتخت شامل گائه‌سونگ و پیونگ‌یانگ بودند که ابتدا توسط مهاجران گوگوریو از منطقه پائسئو (کره‌ای: 패서; هانجا: 浿西) و بالهایی سکونت یافتند.